# Roton
Roton je kvazidelec, ki se pojavlja v supertekočem He-4.
Zamisel za uvedbo rotona je dal ruski fizik Lev Davidovič Landau (1908 – 1968) v letu 1941. Izraz roton pa je uvedel ruski fizik Igor Jevgenjevič Tamm (1895 – 1971) .
Zakon disperzije osnovnih vzbujenih stanj v supertekoči snovi kaže v začetku linearno naraščanje, pozneje doseže največjo vrednost (lokalni maksimum), nato pa najmanjšo (lokalni minimum). Vzbujena stanja v linearnem predelu se imenujejo fononi, tisti pa, ki so blizu najmanjše vrednosti, se imenujejo rotoni. 
Energija fononov je določena z linearnim zakonom disperzije:
{\displaystyle ~E=cp\!\,,}
kjer je:
- {\displaystyle c\,} ≈ 240 м/с — hitrost zvoka v heliju,
- {\displaystyle p\,} kvaziimpuls.

Energija rotonov ima v področju najmanjše vrednosti krivulje kvadratno obliko:
{\displaystyle E(p)=\Delta +{\frac {(p-p_{0})^{2}}{2\mu }}\!\,,}
kjer je:
- {\displaystyle \Delta \,} ima vrednost okoli 8,6 K v temperaturnih enotah energije,
- {\displaystyle \mu \,} efektivna masa ali {\displaystyle ~\mu =0,26m_{He}} kjer je {\displaystyle ~m_{He},} — masa prostega atoma helija,
- {\displaystyle {\frac {p_{0}}{h}}=1,99*10^{10}} м−1.